# Зигмунд Фридрих фон Херберщайн
Зигмунд Фридрих фон Херберщайн (на немски: Sigmund Friedrich Freiherr von Herberstein; * 7 октомври 1549; † 12 март 1621) е фрайхер, австрийски благородник от род Херберщайн в Щирия в Австрия, императорски „камер-хер“, губернатор на Щирия и Каринтия.

## Живот
Той е големият син на Георг Зигизмунд фон Херберщайн (1518 – 1578) и съпругата му Маргарета фон Пьоршах (* ок. 1520).
Зигмунд Фридрих е камер-хер и таен съветник, както на ерцхерцог Карл, така и на неговия син император Фердинанд II, и е последният представител на евангелската вяра, заемащ длъжността губернатор на Щирия, от 1595 г. до смъртта си. Той е и губернатор на Каринтия за същия период.
Още като съветник и старши администратор той настоява енергично за правата на протестантските владения и се опитва да противодейства на влиянието на все по-разпространените католически съветници в двора в Грац. Въпреки това той не е в състояние като губернатор да задържи Контрареформацията или да предотврати изгонването на своите колеги протестанти, които не са членове на благородството. Протестантските благородници се смятат за сигурни, докато победата на император Фердинанд II в битката при Бялата планина през 1620 г. не унищожава тази илюзия. На 1 август 1628 г. императорът постановява всички протестантски благородници да напуснат Вътрешна Австрия в рамките на една година. Много благородни семейства вече се били разделили на протестантски и католически клонове, така че притежанията им да не попаднат в неподходящи ръце.
Зигмунд Фридрих умира на 71/72 години на 12 март 1621 г., но неговата много възрастна вдовица трябва да претърпи принудително обръщане, за да избегне заточение.
Музеят EMP в Сиатъл има експонат от костюм от полева броня от около 1580 г., носен от Зигмунд Фридрих.

## Фамилия
Зигмунд Фридрих фон Херберщайн се жени ок. 1576 г. за фрайин Мария Магдалена фон Велц-Еберщайн (* ок. 1554; † 3 юни 1642, Нюрнберг), дъщеря на фрайхер/граф Кристоф фон Велц-Еберщайн († 1565/1566), канцлер на ерцхерцог Карл, и Анна Турцó де Бетленфалва († 1607). Те имат една дъщеря:
- Мария Салома фон Херберщайн (* ок. 1580; † 2 септември 1642), омъжена ок. 1605/1620 г. за фрайхер Йохан Рупрехт фон Риндсмаул-Фраунхайм (* 31 август/1 септември 1570; † 15 май 1651); родители на:
  - Йохан Ото фон Риндсмаул († 1667), граф